# Bernhard der Däne
Bernhard der Däne (Bernard le Danois) ist ein normannischer Adliger aus der ersten Hälfte des 10. Jahrhunderts.

## Biographie
Sein Beiname deutet auf seine Herkunft aus Dänemark. Er gehört zu den Gefolgsleuten Rollos, des Begründers der normannischen Herrschaft, und kann sich mit seinen Landsleuten frühestens um 900 in der Normandie niedergelassen haben.
Zu Beginn der 930er Jahre konnte er den Sohn und Nachfolger Rollos, Wilhelm I. beim Angriff des Wikingers Riouf aus der westlichen Normandie auf Rouen vom Sinn eines Ausfalls überzeugen: Riouf wurde vor den Mauern der Stadt besiegt. Bernhards Einfluss wuchs nach der Ermordung Wilhelms im Dezember 942, als er dem Regentschaftsrat für den minderjährigen Nachfolger Richard I. angehörte. Dudo von Saint-Quentin beschreibt ihn als omnipräsenten Akteur in den Jahren 942 bis 946 an der Seite von Anslech, Osmond de Conteville und Raoul Taisson. In dieser Zeit zeigte er eine taktische Intelligenz, die – nach Aussagen Dudos – es der Normandie ermöglichte, als Einheit die Machtansprüche des karolingischen Königs Ludwig IV. und des Herzogs Hugo der Große zu überleben.
Zwei Mal empfing Bernhard den König in Rouen und garantiert ihm die Loyalität der Normannen. Französisches Militär wurde in der Normandie stationiert, während der junge Jarl zur Erziehung nach Frankreich gebracht wurde. Im Geheimen jedoch nahm Bernhard Kontakt zum dänischen König Harald Blauzahn auf, um die Macht zurückzuerhalten. Mit Hilfe der Dänen gelang es Bernhard, sich des Königs zu bemächtigen, ein Pfand, mit dem die Rückkehr Richards in die Normandie verhandelt werden konnte. Der König wurde erst wieder freigelassen, nachdem Richard sich wieder in seinem Land befand.
Danach verschwindet Bernhard der Däne aus den Chronik Dudos.

## Nachkommen
Bernhard der Däne wird als Vater von Torf und damit als Stammvater zweier großer normannischer Familien angesehen, des Hauses Beaumont und des Hauses Harcourt. Auch wenn kein Beweis für die Filiation zwischen Bernhard und Torf vorliegt, so wird sie doch in zahlreichen Genealogien erwähnt und wurde auch von den französischen Königen anerkannt, so zum Beispiel von Ludwig XIV. in seinem Patentbrief aus dem Jahr 1700 zur Errichtung des Herzogtums Harcourt: sa maison tire son origine de Bernard le Danois, un des seigneurs de Danemark, qui vinrent en Normandie avec Rollon, qui en fut le premier duc, en l'an 876, de qui Bernard le Danois eut la seigneurie d'Harcourt et plusieurs autres terres; il fut aussi fait gouverneur de Normandie et tuteur de Richard Ier, petit-fils du duc Rollon, et les descendants de ce Bernard ont été revêtus des premières charges et alliances fort illustres.